# Ábrahámi vallások

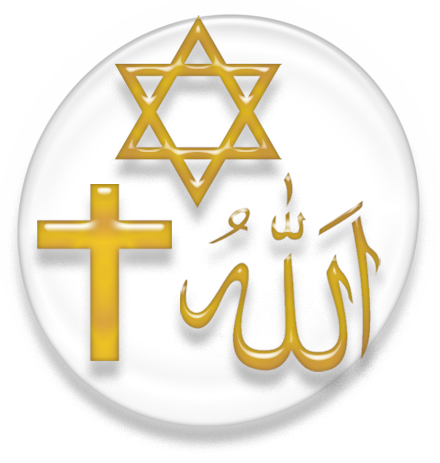
A fő ábrahámi vallások szimbólumai: judaizmus (fent), kereszténység (balra), és iszlám (jobbra)

Az ábrahámi vallások, más néven ábrahámita vagy nyugati vallások közé sorolják a világ három fő monoteista vallását, a közös gyökerekkel és értékekkel rendelkező zsidó vallást, a kereszténységet és az iszlámot. Ezen túl a kategóriába sorolják az e három világvallás valamelyikéből létrejött, kisebb létszámmal rendelkező csoportokat isː a szamaritánizmust, a bábizmust és a rasztafári mozgalmat, a baháit, a drúz vallást stb is.
Gyökereik a judaizmusban találhatók, amely a Kr. e. 2. és 1. évezredben alakult ki, abban az időszakban, amikor a héber Bibliát írták. A kereszténységet mintegy 1500 évvel később hozták létre Jézus zsidó tanítványai, és elsősorban az Újszövetség könyvein alapszik. Az iszlámot a 7. században alapította Mohamed próféta a Korán tanításaira alapozva, amely gyakran hivatkozik olyan izraelita személyekre, mint Mózes vagy Dávid, de Jézusra is. Ezen vallások története és gondolatai mintegy 1300 éve hatnak egymásra.
Részben közös eredetük és teológiai hasonlóságaik miatt sorolják őket egy csoportba. Mindhárom vallás elfogadja az Ábrahám személyében azonosítható spirituális hagyományt. Szent írásaikban és hagyományaikban sok esetben jelennek meg ugyanazok a személyek, történetek és helyek, jóllehet általában különböző megvilágításban és jelentéstartalommal.
A 2010-es években becslések szerint 3,8 milliárd ember követi ezeket a vallásokat, ami a világ népességének több mint fele.
A legjelentősebb nem-ábrahámi, vagyis keleti vallások a hinduizmus, a buddhizmus és a kínai univerzizmus. Ezek – akárcsak az ábrahámi vallások – további ágazatokra oszthatók.

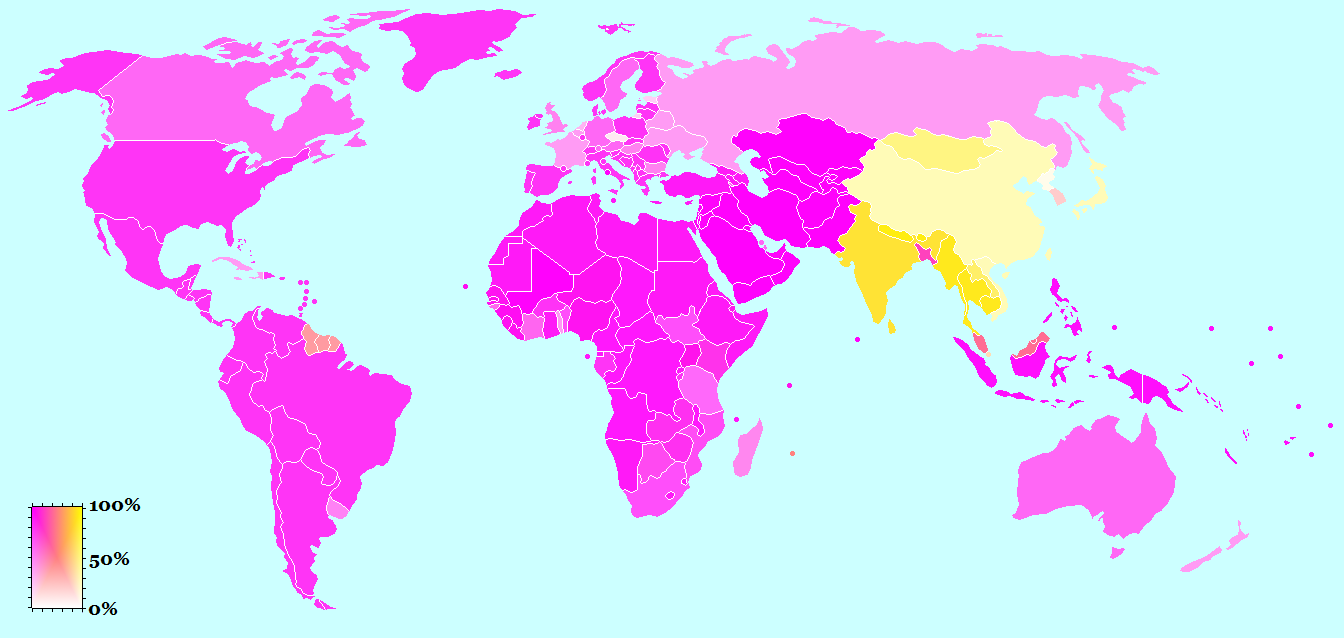
Az ábrahámi (nyugati) és a keleti vallások. Az uralkodó ábrahámi/nyugati vallások rózsaszínnel, a túlnyomórészt keleti vallásoké sárgával

## Fordítás
- Ez a szócikk részben vagy egészben  az   Abrahamic religions című angol Wikipédia-szócikk ezen változatának fordításán alapul.  Az eredeti cikk szerkesztőit annak laptörténete sorolja fel. Ez a jelzés csupán a megfogalmazás eredetét és a szerzői jogokat jelzi, nem szolgál a cikkben szereplő információk forrásmegjelöléseként.